# Crenadactylus horni
Crenadactylus horni — вид геконоподібних ящірок родини диплодактилідів (Diplodactylidae). Ендемік Австралії. Вид названий на честь австралійського мецената Вільяма Горна.

## Поширення і екологія
Crenadactylus horni мешкають в центральній частині Австралії, від Вілори на північ від Національного парку Далсі-Рейндж на Північній Території на південь до центральних районів Південної Австралії. Вони живуть на спінніфексових луках та серед скель.